# Знаки почтовой оплаты Украины (1992)
Знаки почтовой оплаты Украины (1992) — перечень (каталог) знаков почтовой оплаты (почтовых марок), введённых в обращение почтой Украины в 1992 году. Независимость Украины была провозглашена в августе 1991 года, однако первые украинские почтовые марки, которые должны были обосновать существование нового независимого государства и подчеркнуть украинскую самобытность, появились только в 1992 году (Приказ Госкомсвязи Украины от 06.02.1992 № 21 «О введении в обращение первых украинских почтовых марок», укр. «Про введення в обіг перших українських поштових марок»). Таким образом, первые с момента провозглашения независимости Украины почтовые марки вышли 1 марта 1992 года и были посвящены 500-летию украинского казачества и 100-летней годовщине первого поселения украинцев в Канаде.
С 1 марта по 14 декабря 1992 года было выпущено 22 почтовые марки, в том числе 14 памятных (коммеморативных) и восемь стандартных первого выпуска. Тематика коммеморативных марок охватывала юбилеи государственных деятелей, выдающихся деятелей науки и культуры, представителей фауны и флоры страны, знаменательные даты и другие события. В обращение были введены марки номиналом 0,15; 0,20; 0,50; 0,70; 1; 1,5; 2; 3; 4; 5; 10; 15; 20 и 50 купоно-карбованцев. Первой почтовой маркой, выпущенной независимой Украиной в 1992 году, стала «500 лет украинского казачества», номиналом 0,15 купоно-карбованцев. Четыре коммеморативные марки были объединены единой темой: участием объединённой команды спортсменов в XXV летних Олимпийских играх в Барселоне.
Почтовые марки № 13, 23, 24, 25, 26, 27, 29 и 30 были напечатаны в канадской типографии Canadian Bank Note Company, № 33 — в Австрийской государственной типографии, № 34 — в венгерской типографии Philatelia Hungarica Kft., все остальные — московской типографией «Гознак».
Ниже приведён перечень стандартных и памятных художественных марок (с возможностью сортировки по номиналу, тиражу и дате введения в обращение).

## Список коммеморативных (памятных) марок
Порядок следования элементов в таблице соответствует номеру по каталогу марок Украины на официальном сайте Укрпочты (укр. КМД УДППЗ «Укрпошта»), в скобках приведены номера по каталогу «Михель».
| № по каталогу              | Изображение | Описание и источники | Номинал     | Дата выпуска         | Тираж     | Художник        |
| -------------------------- | ----------- | --- | ----------- | -------------------- | --------- | --------------- |
| № 11 (Mi #71)              |             | 500 років українського козацтва. с укр. — «500 лет украинского казачества». | 0,15 карб.  | 1 марта 1992 года    | 2 500 000 | А. А. Ивахненко |
| № 12 (Mi #72)              |             | 100-річчя першопоселення українців у Канаді. с укр. — «100-летие первого поселения украинцев в Канаде». | 0,15 карб.  | 1 марта 1992 года    | 2 500 000 | А. А. Ивахненко |
| № 13 (Mi #73)              |             | Видатні українські композитори. 150 років від дня народження основоположника української класичної музики Миколи Віталійовича Лисенка (1842—1912). с укр. — «150 лет со дня рождения основоположника украинской классической музыки Николая Витальевича Лысенко (1842—1912)». | 1,00 карб.  | 22 марта 1992 года   | 3 000 000 | Л. И. Корень    |
| № 14 (Mi #74)              |             | 175 років від дня народження видатного українського історика, публіциста і письменника Миколи Івановича Костомарова (1817—1885). с укр. — «175 лет со дня рождения выдающегося историка, публициста и писателя Николая Ивановича Костомарова (1817—1885)».                    | 0,20 карб.  | 16 мая 1992 года     | 2 500 000 | Б. С. Ильюхин   |
| № 23 (Mi #83)              |             | Ігри XXV Олімпіади в Барселоні. Гімнастка зі стрічкою. с укр. — «Игры XXV Олимпиады в Барселоне. Гимнастка с лентой». | 3,00 карб.  | 25 июля 1992 года    | 3 000 000 | А. А. Ивахненко |
| № 24 (Mi #84)              |             | Ігри XXV Олімпіади в Барселоні. Стрибун із жердиною. с укр. — «Игры XXV Олимпиады в Барселоне. Прыгун с шестом». | 4,00 карб.  | 25 июля 1992 года    | 5 500 000 | Л. И. Корень    |
| № 25 (Mi #85)              |             | Ігри XXV Олімпіади в Барселоні. Гімнастка зі стрічкою. с укр. — «Игры XXV Олимпиады в Барселоне. Гимнастка с лентой». | 5,00 карб.  | 25 июля 1992 года    | 3 000 000 | А. А. Ивахненко |
| № 26 (Mi #86)              |             | Перша річниця незалежності України. Державний Герб та Державний Прапор України. с укр. — «Первая годовщина независимости Украины. Государственный Герб и государственный флаг Украины».                                                                                       | 2,00 карб.  | 19 августа 1992 года | 5 000 000 | О. В. Снарский  |
| № 27 (Mi #87)              |             | Всесвітній форум українців. с укр. — «Всемирный форум украинцев». | 2,00 карб.  | 19 августа 1992 года | 3 000 000 | А. А. Ивахненко |
| № 28 (Mi #88) (Mi #Block1) |             | Блок 25 років Спілці філателістів України. Перша Національна філателістична виставка в м. Івано-Франківську. Троїсті музики. с укр. — «Блок 25 лет Союзу филателистов Украины. Первая Национальная филателистическая выставка в городе Ивано-Франковске. Музыканты».          | 2,00 карб.  | 19 августа 1992 года | 1 000 000 | Л. И. Корень    |
| № 29 (Mi #89)              |             | Тиждень листа. с укр. — «Неделя письма». | 5,00 карб.  | 4 октября 1992 года  | 5 000 000 | В. И. Дворник   |
| № 30 (Mi #90)              |             | Перший світовий конгрес українських юристів. с укр. — «Первый всемирный конгресс украинских юристов». | 15,00 карб. | 18 октября 1992 года | 2 500 000 | В. С. Василенко |
| № 31 (Mi #91)              |             | Народна вишивка. с укр. — «Народная вышивка». | 0,50 карб.  | 16 ноября 1992 года  | 2 500 000 | О. Ю. Жаров     |
| № 32 (Mi #93)              |             | Києво-Могилянська академія — перший вищий навчальний заклад, визначний культурний і освітній центр в Україні. с укр. — «Киево-Могилянская академия — первое высшее учебное заведение, признанный культурный и образовательный центр на Украине».                              | 1,50 карб.  | 27 ноября 1992 года  | 2 500 000 | Л. И. Корень    |
| № 33 (Mi #92)              |             | Українська діаспора в Австрії. с укр. — «Украинская диаспора в Австрии». | 5,00 карб.  | 27 ноября 1992 года  | 1 000 000 | И. В. Турецкий  |
| № 34 (Mi #94) (Mi #Block2) |             | Блок Спортсмени України — призери XXV Олімпійських ігор. с укр. — «Блок Спортсмены Украины — призёры XXV Олимпийских игр». | 10,00 карб. | 14 декабря 1992 года | 200 000   | В. И. Дворник   |

## Первый выпуск стандартных марок (1992—1993)
16 мая (№ 19—22) и 17 июня (№ 15—18) 1992 года была выпущена в обращение первая серия стандартных марок независимой Украины. Первый выпуск стандартных марок (1992—1993) представлен знаками почтовой оплаты номиналом в 0,50; 0,70; 1; 2; 5; 10; 20 и 50 купоно-карбованцев. В качестве изображения художник В. И. Дворник выбрал эскиз марки Украинской народной республики образца 1918 года номиналом в 30 шагов (художник Г. Нарбут).
- Почтовая марка Украинской народной республики номиналом в шагов, 1918, художник Г. Нарбут
- Георгий Иванович Нарбут

Порядок следования элементов в таблице соответствует номеру по каталогу марок Украины на официальном сайте Укрпочты (укр. КМД УДППЗ «Укрпошта»), в скобках приведены номера по каталогу «Михель».
| № по каталогу | Изображение | Описание и источники        | Номинал     | Дата выпуска      | Тираж      | Художник      |
| ------------- | ----------- | --------------------------- | ----------- | ----------------- | ---------- | ------------- |
| № 15 (Mi #75) |             | Аллегория «Молодая Украина» | 0,50 карб.  | 17 июня 1992 года | 40 000 000 | В. И. Дворник |
| № 16 (Mi #76) |             | Аллегория «Молодая Украина» | 0,70 карб.  | 17 июня 1992 года | 10 000 000 | В. И. Дворник |
| № 17 (Mi #77) |             | Аллегория «Молодая Украина» | 1,00 карб.  | 17 июня 1992 года | 10 000 000 | В. И. Дворник |
| № 18 (Mi #78) |             | Аллегория «Молодая Украина» | 2,00 карб.  | 17 июня 1992 года | 41 100 000 | В. И. Дворник |
| № 19 (Mi #79) |             | Аллегория «Молодая Украина» | 5,00 карб.  | 16 мая 1992 года  | 30 500 000 | В. И. Дворник |
| № 20 (Mi #80) |             | Аллегория «Молодая Украина» | 10,00 карб. | 16 мая 1992 года  | 37 900 000 | В. И. Дворник |
| № 21 (Mi #81) |             | Аллегория «Молодая Украина» | 20,00 карб. | 16 мая 1992 года  | 31 400 000 | В. И. Дворник |
| № 22 (Mi #82) |             | Аллегория «Молодая Украина» | 50,00 карб. | 16 мая 1992 года  | 77 500 000 | В. И. Дворник |

## Комментарии
1. ↑  Коммеморативные марки — обобщённое название специальных художественных (памятных, юбилейных и других) почтовых марок. Для упрощения терминологии в случаях, когда требуется лишь подчеркнуть, что данная марка не является общеупотребляемой (то есть стандартной), под термином «коммеморативная марка» подразумевают, кроме перечисленных выше, также тематические (рисунки которых, посвящены определённой теме коллекционирования) марки. Также все упомянутые марки, объединённые термином «коммеморативная», имеют общую черту: как правило, такие марки изготовляются на высоком полиграфическом уровне[7].
2. ↑  Ниже приведён перечень памятных художественных марок (с возможностью сортировки по номиналу, тиражу и дате введения в обращение).
3. ↑  Ниже приведён перечень стандартных марок (с возможностью сортировки по номиналу, тиражу и дате введения в обращение).